# الكفاءة (متعددة المعاني)

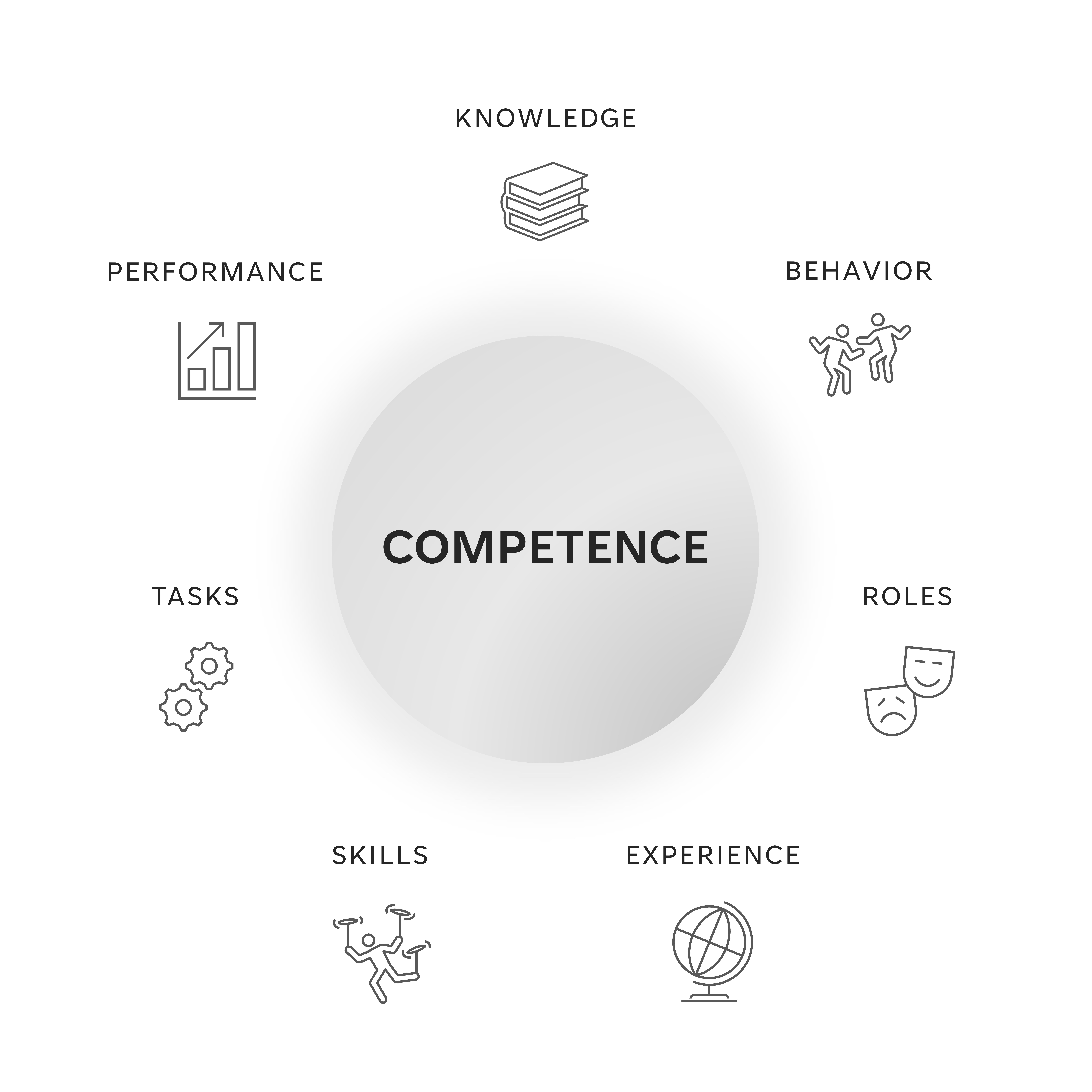
علاقة السلوك ، القوانين ، الخبرة ، المهارات ، المهمات والأداء ودورها في تحقيق الكفاءة

الكفاءة (وتُعرف أيضا بالقدرة) هي مصطلح متعدد المعاني يشير إلى مجموعة من المفاهيم المختلفة. في الأدب الحالي تتضح ثلاثة مفاهيم بشكل أكثر وضوح. المفهوم الأول هو الكفاءة العامة والتي تشير إلى قدرة شخص ما أو قدرته على الأداء الفعال في مجموعة محددة من الخصائص السلوكية (مثل الأداء والمهارات والاتجاهات والمهام والأدوار والمواهب وما إلى ذلك). يمكن تصنيف الشخص في كلا المفهومين الأولين على أنه كفء. المفهوم الثاني يشير إلى قدرة شخص ما أو قدرته على الأداء الناجح لخاصية سلوكية محددة - سواء كانت ظاهرة أو خفية - مثل تعلم لغة أو قراءة كتاب أو العزف على آلة موسيقية. في كلا المفهومين يمكن أن يعتبر الشخص كفئا. في المفهوم الثالث تكون الخاصية السلوكية والكفاءة مترادفتين. يمكن لشخص ما على سبيل المثال أن يكون ماهرا في كفاءة الخبز أو كفاءة التصنيع الخزفي أو قدرة التفكير الانعكاسي.
أشكال الجمع لكلمة "كفاءة" هي "الكفاءات". ووفقا لبوياتزيس (2008) تعد الكفاءات جزءا من نهج سلوكي للذكاء العاطفي والاجتماعي والاستيعابي. وعلاوة على ذلك يمكن قياس الكفاءة وتطويرها من خلال التدريب. في سياق الموارد البشرية يمكن للتمارين أن تمكن الشخص من تحسين كفاءة أو أداء نشاط أو وظيفة.
المفاهيم مثل المعرفة والخبرة والقيم أو الرغبات ليست خصائص سلوكية ولكن يمكن أن تتضمن في السلوك عند التنفيذ. على سبيل المثال اعتبر تبادل المعرفة أو تحقيق الرغبة.

## أصل الكلمة
لا يعد مصطلح "الكفاءة" جديدا ويسبق الأدب في القرن العشرين. دخل المصطلح لأول مرة في الأدب المهني من خلال المقالة المعنونة "إعادة النظر في الدافع: مفهوم الكفاءة" التي كتبها وايت في عام 1959. قدم وايت مصطلح "الكفاءة" لوصف تلك الخصائص الشخصية المرتبطة بالدافع العالي والأداء المتفوق. بتفتيت علاقة بين القدرة المحققة والدافعية للكفاءة عرّف وايت الكفاءة بأنها "تفاعل فعال (للفرد) مع البيئة".
في أواخر الستينيات بدأت "حركة الكفاءة" بمبادرة من ديفيد ماكليلاند. تمتلك الحركة أصولها في الفشل الواضح للمؤهلات التعليمية في التنبؤ بالنجاح المهني. اكتسب المصطلح شهرة في عام 1973 عندما كتب ماكليلاند ورقة رئيسية بعنوان "اختبار الكفاءة بدلا من الذكاء". اتبع ماكليلاند نهج وايت في الجدل بأن القدرة أهم من الذكاء.
منذ ذلك الحين انتشر استخدام المصطلح وبشكل ملحوظ من قبل أفراد مثل:
- توماس جيلبرت في كتاب "الكفاءة البشرية: تحقيق أداء جدير بالاحترام" (1978).
- ريتشارد بوياتزيس في كتاب "المدير الكفء: نموذج للأداء الفعال" (1982).
- سي. كيه. براهالاد وغاري هاميل في كتاب "الكفاءة الأساسية للشركة" (1990).
- دانيال جولمان في كتاب "الذكاء العاطفي: لماذا يمكن أن يكون أكثر أهمية من الذكاء" (1995).

تختلف استخداماتها بشكل واسع مما أدى إلى تسبب ارتباك كبير. تشير الدراسات حول الكفاءة إلى أن الكفاءة تغطي مجموعة معقدة وشاملة من التخصصات بدءا من الموارد البشرية وصولا إلى علم النفس والعلوم والتربية مع وجود تفسيرات مختلفة للمصطلح من قِبل العلماء المختلفين. وفقا لزيمكي (1982) فإن المصطلحات "الكفاءة" و "القدرة" وما يتصل بهما مماثلة للكلمات "همبتي دمبتي" التي تستمد معناها فقط من نية المترجم. ينشأ هذا الأمر ليس بسبب نوايا سيئة أو جهل أو دوافع تجارية بل ينبع من الاختلافات الإجرائية والفلسفية بين أولئك الذين يسعون لتأسيس وتشكيل المفهوم. ويتضمن ذلك إنشاء الخطة العامة لكيفية تضمين الكفاءات في جهود التدريب الروتينية للمجتمع العام.

### الكفاءة والقدرة
في ورقة مؤثرة من عام 1992 تناولت دوروثي أ. ليونارد منهجا مبنيا على المعرفة عندما ناقشت الكفاءة في سياق الأنظمة الإدارية والتقنية. قامت بتعريف "القدرة الأساسية" على أنها مجموعة من المعرفة التي تميز الشركة بشكل استراتيجي. لم تكن القدرة الأساسية مفهوما جديدا في التسعينيات. قد أشار العلماء الآخرون أيضا إليها باستخدام مصطلحات مختلفة مثل الكفاءات المميزة والقدرات الأساسية وتوظيف الموارد والأصول غير المرئية. لكن ليونارد كانت أول من رسمت بوضوح القدرات الأساسية مقابل الصلابات الأساسية. في المعنى الضيق تمثل الصلابات الأساسية مجموعة من المعرفة غير المناسبة التي يمكن أن تعوق تقدم الشركة. بعد إصدار هذه الورقة زاد الاتجاه لاستخدام مصطلحات الكفاءات والقدرات بشكل متبادل في كثير من الأحيان دون تمييز واضح. في بعض الحالات الأخرى يتم منح الأولوية لتعريف أكثر دقة على حساب نطاق شامل للمفهوم.

### الكفاءة والأداء
وصف بعض العلماء الأداء على أنه القدرة أو الكفاءة على إنجاز مهام محددة. أشارت شخصيات بارزة مثل وايت وماكليلاند وبوياتزيس إلى أن الكفاءة تعادل الأداء الفعال. وعلاوة على ذلك توصلت دراسات أخرى لتوافق بين علماء مثل ماكليلاند وبوياتزيس وسبنسر وسبنسر وكذلك إيفارتس بشأن التشابه بين الكفاءة والأداء المتفوق. يعتبر مؤلفون مثل ماكليلاند وكانونغو وميسرا ومارتن وستينز أن الكفاءة تعد أداء ناجحا. تؤكد جميع هذه المفاهيم الدور الذي يلعبه الأداء كحامل محايد للكفاءة. في كثير من الأحيان يُوسع مصطلح "الأداء" لتحديد القدرة أو القدرة للأنظمة الميكانيكية بدلا من الأنظمة البيولوجية على أداء مهام معينة. يتباين هذا النهج الموجه نحو المهمة عن النهج السلوكي لتجنب التجسيمات البشرية. في ظل التطورات المستمرة في مجال الذكاء الاصطناعي تتلقى الأنظمة الميكانيكية خصائص تجسيمية بشكل متزايد. تعكس طريقة تعريف الأداء المحاولات التي يبذلها المؤلفون لتأكيد الكفاءة الأساسية بنفس الضوء. ومع ذلك فإن هذه المحاولة قد فشلت حيث لم يتم تحقيق اتفاق بشأن الاستخدام المتسق للكفاءة والقدرة كمصطلحين منفصلين.

### الكفاءة والذكاء
في بحثه المؤثر "اختبار الكفاءة بدلا من الذكاء" يسلط ديفيد ماكليلاند الضوء على مزايا قياس الكفاءة على الذكاء. يشير ماكليلاند إلى أن الصفات المقاسة بواسطة اختبارات الذكاء التقليدية لا ترتبط بشكل موثوق بالأداء على مستوى عال في المجتمع. ويوضح خطأ هام في تصنيف هذه القدرات بأنها "الذكاء العام" ويدعو إلى اعتماد نهج أكثر تعقيدا. يعترف نهج ماكليلاند بالطبيعة المتعددة الجوانب لقدرات الإنسان مما يشير إلى انحراف عن التركيز الواحد على القدرات المعرفية أو الفكرية.
يؤكد ماكليلاند أنه لا توجد أدلة قوية تشير إلى أن الصفات البشرية بما في ذلك القدرات المعرفية هي فطرية ولا يمكن تغييرها. يتفق هذا المنظور مع الفكرة التي تشير إلى أن الأفراد لديهم القدرة على النمو والتعلم وتطوير مهارات جديدة على مدار حياتهم. يشجع منظور ماكليلاند على التحول بعيدا عن السعي لتحديد عوامل القدرة المجردة. بدلا من ذلك يحث على اعتماد تقييمات تتوافق مع الطبيعة المتطورة للإمكانات البشرية. ويقترح أن الاختبارات المرتبطة بسلوكيات الحياة يمكن أن تثبت قيمتها من خلال إظهار أن قدرة الشخص على أداء مثل تلك المهام تتحسن بمرور الوقت مع زيادة كفاءته في تلك المجالات.

## تصنيفات الكفاءة

### الكفاءة الذرية والشاملة
في عام 1996 نُشر بحث بعنوان "ما هي الكفاءة؟" من قبل هاغر وغونتزي والذي يتناول التوتر الظاهر بين الكفاءة الذرية والكفاءة الشاملة. ينتقد هاغر وغونتزي الفهم الخاطئ لدى العلماء بأن تصنيف نهج ما على أنه ذري يستدعي بشكل تلقائي رفضه دون تبرير إضافي. ويشددان على ضرورة تبرير تطبيق أي معيار للكفاءة. ولتوضيح وجهة نظرهما يستعينان بتشبيه بالكيمياء حيث تتجمع الذرات المنفصلة لتشكل جزيئات ذات خصائص مميزة. وبالمثل في تفسير الكفاءة وخاصة الكفاءة المهنية يؤكد الكاتبان أن تفكيك مهنة ما إلى مهام معزولة كما يحدث في النهج الموجه نحو المهام هو طبيعيا ذريا. يفتقد هذا النهج إلى توفير توليفة للمهام مما يقوض الطبيعة المعقدة للمهنة والكفاءات المقابلة لها. ومن ناحية أخرى يحذر هاغر وغونتزي من التمسك بشدة بنهج شامل صارم يرفض جميع أشكال التحليل. ويعترفان بأنه قد يكون هناك حاجة لبعض الدرجة من التفكيك في نهج الكفاءة طالما أنه يتم استكماله بمقدار مناسب من الشمولية. إيجاد التوازن المناسب بين التحليل والتوليف هو أمر حاسم لفهم وتطوير معايير الكفاءة بشكل فعال.
الكفاءات المهنية هي هياكل تفسر في كثير من الأحيان من خلال أداء مهام معقدة. وعلى العكس من ذلك فإن أداء المهمة قابل للملاحظة مباشرة ولا يحتاج إلى استدلال. على عكس المهام الذرية فإن المهام الشاملة ليست متعددة ومستقلة. على سبيل المثال ستنطوي الممارسة والتقييم عادة على تزامن عدة مهام. علاوة على ذلك ستشمل هذه المهام "فهم السياق" مما يعني أن العامل يجب أن يأخذ في الاعتبار سياقات متعددة أثناء المشاركة في الممارسة. على الرغم من أن المهام تُعطى كمثال يؤكد هاغر وغونتزي على أهمية دمج معايير الكفاءة لتشمل أيضا الصفات. إهمال الصفات والتركيز فقط على المهام قد يؤدي بشخص ما إلى وقوعه في رؤية ضيقة للكفاءة المهنية يصرون على ذلك. يدعم النهج المتكامل لمعايير الكفاءة الذي يدمج المهام الرئيسية والصفات هذا الرأي.

### الكفاءة السلوكية والوظيفية
حركة الكفاءة قد ألهمت الأفراد في العديد من البلدان مثل الولايات المتحدة والمملكة المتحدة وفرنسا وألمانيا وأستراليا. تمثل تقليديا تقنيتان معينتان بداية حركة الكفاءة وهما النهج السلوكي (أو الأمريكي) والنهج الوظيفي (أو البريطاني). حاول العديد من العلماء التفريق بين هاتين التقنيتين. يعتقد ديلامار لو ديست ووينتيرتون (2005) أن الفهم السلوكي للكفاءة تحول منذ الثمانينات إلى فهم وظيفي أوسع يشمل المعرفة والمهارات جنبا إلى جنب مع السمات السلوكية. تقدم تيري هايلاند (1997) تفسيرا بديلً. وفقا لهايلاند يدعي النماذج البديلة فقط أنها تشمل معرفة وقيم شاملة. ويفترض أن التحليل الوظيفي والذي يكون جزءا لا يتجزأ من النهج السلوكي ملتزم في المقام الأول بتقييم واعتماد نتائج الأداء وليس تحسين الأداء. يواجه أولئك الذين يرغبون في تطبيق نماذجهم على المهن التي تحمل قيما مثل التدريس مشكلة أن أنظمة الكفاءة سواء كانت ذرية كما في النموذج البريطاني أو مفصلة كما في النموذج الأسترالي تهتم فقط بنتائج الأداء وليس بعمليات التعلم والتطوير. يضيف تشيفرز وتشيثام (2000) أن النهج الوظيفي ليس فقط يفضل النتائج على العمليات بل يولي أهمية كبيرة للمعايير المهنية على حساب المعايير المهنية. وعلاوة على ذلك يوضح هايلاند أن التحليل الوظيفي يمكن أن يكون رغبة في تكملة أو تهدئة النهج السلوكي. يقدم هايلاند هنا الفارق الرئيسي بين النهج السلوكي والنهج الوظيفي. حتى ضمن النهج السلوكي السائد تشتمل العديد من التصورات للكفاءة الآن على المعرفة والمهارات جنبا إلى جنب مع الاتجاهات والسلوكيات وعادات العمل والقدرات والصفات الشخصية. يروج النهج السلوكي بشكل ملحوظ من قبل ديفيد ماكليلاند وبوياتزيس وسبنسر وسبنسر.

### الكفاءة المهنية
منذ الخمسينيات وجدت فكرة الكفاءة طريقها إلى الأدب المهني محولة مجالات مختلفة وتشكل طريقة فهمنا للقدرات المهنية. على مر العقود لعبت نماذج الكفاءة دورا كبيرا في رسم صورة المهن وصياغة برامج التعليم والتطوير المهني الفعالة. في جوهرها يقترح مولدر (2014) أن تطوير الكفاءة هو رحلة اجتماعية بناءة. إنه يزدهر على التفاعل الاجتماعي الديناميكي حيث يشارك المحترفون في سعي محدد للسياق لتحسين قدراتهم.
هناك العديد من الأطر الكفاءة التي تدعم تطوير الكفاءة. واحدة من هذه المبادرات هي التعليم المعتمد على الكفاءة للمعلمين التي ظهرت في السبعينيات. مستندة إلى علم النفس السلوكي والفلسفة التعليمية سعى التعليم المعتمد على الكفاءة للمعلمين لإعداد الطلاب لوظائف محددة. ومع ذلك لم تخل هذه المبادرة من التحديات والانتقادات. كاستجابة لقيود وجهات النظر الموجهة نحو الوظائف ظهرت فكرة التخصص المهني المتكامل. على عكس التركيز الضيق على ملفات الوظائف اعتمد هذا النهج رؤية أوسع. ركز على القدرات الشاملة والعامة والمتكاملة التي تعد أساسية للتعامل مع تعقيدات الأدوار المهنية. بالإضافة إلى التخصص المهني المتكامل ظهر التخصص المهني الموقعي. أسست هذه النظرية صلة بين الكفاءة والسياق الذي يتفاعل فيه المحترفون. في الجوهر يكمن زراعة هوية مهنية تعكس مبادئ الإدراك الموقعي. يستكشف فكرة الكفاءة أن الكفاءة تتشكل وفقا لتوقعات أصحاب المصلحة مما يوجه المحترف نحو الإجراءات والنتائج المطلوبة. وقد أسفرت هذه الجهود عن إثراء التعلم المهني والقائم على الممارسة في العديد من المجالات.

### الكفاءة الشخصية
في دراسته يشير داي (1994) إلى أنه ابتداء من الثمانينات هناك اعتراف متزايد داخل قطاعي الأعمال والتعليم بشأن تطوير الملفات الشخصية والسجلات الشخصية. ونتيجة لذلك أصبح الموظفون مشاركين بشكل كبير في تحديد احتياجاتهم الفردية للتعلم. وقد أدى ذلك إلى الاعتراف بأهمية تنمية الذات كجزء أساسي من النمو المهني. وعلاوة على ذلك تشير دراسة داي إلى أنه يمكن دراسة الكفاءات الشخصية بشكل منفصل عن الكفاءة المهنية على الرغم من أنه قد يكون من المفيد النظر في كليهما.
غالبا ما يدرس العلماء الكفاءات البينية والداخلية. على سبيل المثال أجرى بارك وآخرون (2017) دراسة حول تصنيف ثلاثي للشخصية واستقصاء الكفاءات البينية والداخلية والفكرية في الأطفال. قد بنى بارك وآخرون على مجموعات الكفاءة التي قدمها المجلس الوطني للبحوث. ومع ذلك كان التصنيف الثلاثي واضحا بالفعل منذ صدور دراسة ب. ب. روثنبرغ "حساسية الأطفال الاجتماعية والعلاقة بالكفاءة البينية والراحة الداخلية والمستوى الفكري" في عام 1970.
توصلت دراسة بارك وآخرون إلى جمع أدلة تدعم فائدة التصنيف الثلاثي للشخصية في سياق المدرسة. تعرف الدراسة التصنيف على النحو التالي: تشمل الشخصية البينية الامتنان والذكاء الاجتماعي وضبط النفس بينما تشمل الشخصية الداخلية الأداء الأكاديمي والمثابرة. وأخيرا تشمل الشخصية الفكرية الفضول والحماس. بناء على هذا التوجه البحثي وجد بارك وآخرون أن الكفاءة البينية تتنبأ بالعلاقات الإيجابية مع الأقران والكفاءة الداخلية تتنبأ بالدرجات والسلوك المنظم والكفاءة الفكرية تتنبأ بالمشاركة في الصف والتعلم النشط.

### الكفاءة الأساسية
تعتبر الكفاءة الأساسية قدرة المنظمة ولكن قد تنطوي أيضا على مجموعة من الأفراد العاملين داخل المنظمة. تشمل الكفاءة الأساسية القدرات المكتسبة داخل المنظمة وبصورة خاصة محاولات توحيد المهارات المهنية والابتكار التكنولوجي. في جوهرها تشمل الكفاءة الأساسية المشاركة والالتزام والتواصل متجاوزة الحدود والتسلسل الهرمي داخل المنظمة مع تعزيز ثقافة الشمولية داخل المنظمة.
عند التلاقي بين "الكفاءات الأساسية" و "المنتجات النهائية" توجد المنتجات الأساسية. المنتجات الأساسية هي المكونات المادية (مثل الوحدات الفرعية) التي تزيد من قيمة المنتجات النهائية. المنتجات الأساسية المستهدفة بشكل جيد تمكن الشركة من تحسين مرحلة التطوير واستراتيجية الدخول إلى السوق. من خلال زيادة عدد مجالات التطبيق للمنتجات الأساسية يمكن للشركة تحسين الكفاءة بشكل نظامي وتقليل النفقات والمخاطر المرتبطة بإنشاء منتج جديد. في الجوهر لديها المنتجات الأساسية المستهدفة بشكل جيد إمكانية تحقيق اقتصاديات الحجم والنطاق.

### الكفاءة الفرعية
وفقا لبراون (1993) تشير الكفاءات الفرعية إلى القدرات المتقدمة المرتبطة بالتعلم والابتكار والتكيف والتوقع بدلا من أن تكون قادرا فقط على أداء مهمة محددة. وهذا يتجلى بشكل خاص في التعلم والتأمل والتي تعد حاسمة لتطوير الإطارات العقلية. غالبا ما تشمل الكفاءات الفرعية مفهوم "تعلم العلم". يمكن أيضا تلخيص الكفاءة الفرعية كقدرة تحسين الكفاءات الخاصة بالفرد.

## التخصصات

### التعليم
زاد الطلب على اكتساب المعرفة في مختلف المجالات المهنية والشخصية أهمية التعليم الفعال. ابتداء من أواخر الثمانينات أدت التدخلات الحكومية في جميع أنحاء العالم إلى إعادة النظر في نتائج الكفاءة على جميع مستويات الطيف التعليمي بما في ذلك التعليم الابتدائي والثانوي والعالي والمهني والتجريبي والتعليم الكبار. قيمة وتقدير هذه النتائج تعمل كمعايير لتقييم إنتاجية وجودة النظام التعليمي. وفقا لكليمي وآخرين (2008) لا يمكن دعم التعليم الفعال بعد الآن بواسطة مجموعة صارمة من المعرفة بين الأجيال والمؤهلات المهنية. يتطلب نهجا أكثر دينامية لتلبية متطلبات الكفاءة المتغيرة باستمرار.

### الأكاديمية
تعتمد الكفاءة الأكاديمية التي ينظر إليها على أنها جزء فرعي من كفاءة الطالب على التطبيق الفعال لمهارات الدراسة. وفقا لدراسة أجراها جيتينغر وسيبرتس (2002) يميل الطلاب في جميع مستويات الصف الذين يمتلكون مهارات قوية في الدراسة إلى التفوق أكاديميا. ومع ذلك يشيرون إلى أنه لكي تكون مهارات الدراسة فعالة حقا في تعزيز الكفاءة الأكاديمية يجب على الطلاب أن يظهروا ما يكفي من الاستعداد والدافع للمشاركة في الدراسة. الانخراط الطلابي والاستفادة السليمة من مهارات الدراسة مترابطان بشكل وثيق حيث يعزز كلاهما الكفاءة الأكاديمية. للأسف يمر العديد من الطلاب من خلال النظام التعليمي دون تحقيق مستوى الكفاءة الأكاديمية اللازمة للنجاح الأكاديمي. وبناء على ذلك يؤكد غيتنغر وسيبيرتس على أهمية إعطاء الأبحاث التي تهدف إلى تنفيذ استراتيجيات صفية فعالة وتعزيز عادات الدراسة الفعالة بين جميع الطلاب.

### الموارد البشرية
في الفترة التي سبقت العقد 1990 كان تطبيق "القدرة" كنهج سلوكي (الكفاءة) مركزا بشكل أساسي حول التجديد وتجارب التعلم التي تهدف إلى تعزيز القدرة في إعدادات التعليم وأماكن العمل كما لاحظت ستيفنسون وويل (1992) وغريفز (1993). خلال التسعينات وخاصة في أستراليا أصبح الناس مترددين فيما يتعلق بالنهج السلوكي. تعززت العلاقة بين القدرة والموارد البشرية محولة الاهتمام بعيدا عن التعليم. يشرح هاز وديفيس (1999) هذا التحول على النحو التالي: في حين تشكل الكفاءات أساس القدرة فإن الكفاءات وحدها قد تكون غير كافية لتحقيق إدارة موارد بشرية مثلى. يقولون إن الكفاءات تستند إلى "بارادايم تربوي تقليدي" الذي لا يجهز الأفراد بالكامل بالسمهارات اللازمة للنجاح في بيئة العمل.

### متفرقات
تلعب الكفاءة دورا في تخصصات أخرى ذات الصلة مثل العلوم وعلم التربية وعلم النفس المهني والرعاية الصحية والهندسة وغيرها.